# Anita Borg
Anita Borg Naffz, conocida como Anita Borg (Chicago, 17 de enero de 1949 - Sonoma 6 de abril de 2003) fue una científica informática estadounidense. Creó en 1994 la Celebración Grace Hopper de Mujeres en la Informática con el objetivo de apoyar la incorporación de las mujeres a la tecnología y en 1997 fundó el Instituto de la Mujer y la Tecnología, institución que a su muerte en 2003 pasó a denominarse Instituto Anita Borg de la Mujer y la Tecnología en su memoria.

## Trayectoria
Nació en Chicago, Illinois y creció en Palatine, Kaneohe, Hawái y Mukilteo,  Washington
Obtuvo su primer trabajo en programación en 1969. A pesar de que amó las matemáticas mientras crecía, no tenía la intención de dedicarse a la informática y aprendió programación por sí misma mientras trabajaba en una pequeña compañía de seguros.  Obtuvo un doctorado en Ciencias de la Computación en la Universidad de Nueva York en 1981. Su disertación fue sobre la eficiencia de la sincronización en un sistema operativo.
Tras doctorarse Borg pasó cuatro años desarrollando un sistema operativo basado en Unix, que toleraba fallas, primero para Auragen Systems Corp. de Nueva Jersey y luego con Nixdorf Computer en Alemania.
En 1986 se incorporó a Digital Equipment Corporation donde trabajó durante 12 años, primero en el Laboratorio de Investigación Occidental  y posteriormente en Digital Equipment, donde desarrolló y patentó un método para generar rastros de direcciones completas para el análisis y diseño de sistemas de memoria de alta velocidad.
Su experiencia en el manejo de la lista de distribución en constante expansión de Systers, que ella misma fundó en 1987, la llevó a trabajar en la comunicación por correo electrónico. Como ingeniera consultora en el Laboratorio de Sistemas de Red bajo Brian Reid, desarrolló MECCA, un sistema basado en la Web y correo electrónico para la comunicación en las comunidades virtuales.  En 1997, Borg dejó Digital Equipment Corporation y comenzó a trabajar como investigadora en la Oficina del Líder en Tecnología de Xerox PARC.  Poco después de iniciar su labor en Xerox, fundó el Instituto de la Mujer y la Tecnología, tras haber fundado previamente en 1994 la Celebración Grace Hopper de Mujeres en la Informática.

## Apoyo a las mujeres en la tecnología
Borg creía apasionadamente en trabajar por una mayor presencia de las mujeres en la tecnología. Su objetivo era lograr que en 2020 las mujeres fueran el 50% de la profesión informática.  Se esforzó para que las mujeres estuvieran representadas en igualdad con respecto a los varones en todos los campos técnicos y a todos los niveles y tuvieran presencia en aquellos espacios donde la tecnología causara impacto, para que pudieran beneficiarse de ella.

## Systers
En 1987, fundó Systers Borg, la primera red de correo electrónico para las mujeres en la tecnología. Durante su asistencia al Simposio sobre Principios de Sistemas Operativos (SOSP) le llamó la atención la poca cantidad de mujeres presentes en la conferencia. Ella y otras seis o siete asistentes comentaron en el baño la falta de mujeres en informática. Una docena de las mujeres participantes en la conferencia decidieron almorzar juntas... en la conversación surgió la idea de crear Systers.
El objetivo de Systers era proporcionar un espacio privado para que sus miembros pudieran buscar información y compartir conocimientos basados en sus experiencias en común. La incorporación a Systers se limitaba a las mujeres con formación muy técnica y las conversaciones eran estrictamente sobre cuestiones técnicas. Borg supervisó Systers hasta el año 2000.
En Systers sólo se abordaban temas no técnicos cuando estaban relacionados con algunos de sus miembros.  En 1992, cuando la empresa Mattel Inc. empezó a vender una muñeca Barbie que decía "la clase de matemáticas es difícil", las protestas que se iniciaron con Systers jugaron un papel fundamental para conseguir que Mattel eliminara esa frase del microchip de Barbie.

## Celebración Grace Hopper de Mujeres en la Informática
En 1994, Anita Borg y Telle Whitney fundaron la Celebración Grace Hopper de Mujeres en la Informática. La idea inicial fue crear una conferencia por y para mujeres científicas de la computación. Borg y Whitney se reunieron en una cena y diseñaron desde cero la conferencia.  La primera Celebración Grace Hopper de Mujeres en la Informática se celebró en Washington D. C. en junio de 1994 y reunió a 500 mujeres del mundo de la tecnología.

## Instituto de la Mujer y la Tecnología
En 1997, Borg fundó el Instituto de la Mujer y la Tecnología. Los dos objetivos primordiales de la organización eran aumentar la representación de las mujeres en los campos tecnológicos y fomentar la creación de más tecnología por parte de las mujeres.  Cuando se fundó, el Instituto se ubicó en Xerox PARC, aunque era una organización independiente sin fines de lucro.
El Instituto fue creado para ser una organización R&D experimental enfocada en aumentar la influencia de las mujeres en la tecnología e incrementar el impacto de la tecnología en las mujeres del mundo. Puso en circulación una variedad de programas para aumentar el papel de las mujeres técnicas en la construcción de la tecnología y asegurar que las voces de las mujeres tuvieran influencia en el desarrollo tecnológico.
En 2002, Telle Whitney asumió la presidencia y la dirección general del Instituto y en 2003, fue rebautizado en honor a Borg. Desde su fundación, el Instituto Anita Borg de la Mujer y la Tecnología ha aumentado sus programas en Estados Unidos y se ha expandido a nivel internacional cuadruplicando su tamaño.

## Premios y reconocimientos
Borg fue reconocida por sus logros como un científica de la computación y por su trabajo en favor de las mujeres en la informática. En 1995 recibió el premio Augusta Ada Lovelace de la Asociación de Mujeres en la Informática por su trabajo en favor de las mujeres en el campo de la computación. En 1996 fue aceptada como miembro de la Association for Computing Machinery. En 1999, el presidente Bill Clinton la designó miembro de la Comisión Presidencial para la Promoción de la Mujer y Minorías en Ciencia, Ingeniería y Tecnología y recibió el encargo de recomendar estrategias nacionales para aumentar el alcance de la participación de las mujeres.
En 2002, fue galardonada con el octavo Premio Anual de Heinz para la Tecnología, Economía y el Empleo. También en 2002, Borg recibió un Doctorado Honorario de Ciencia y Tecnología de la Universidad Carnegie Mellon.
Borg recibió el Premio Pioneer EFF de la Electronic Frontier Foundation y fue reconocida por las Girl Scouts de EE. UU., también fue incluida en el Open Computing Magazine en el Top 100 de las mujeres en la informática. 
Borg también fue miembro de la junta directiva de la Asociación de Investigación de la Informática y del Comité del Consejo Nacional de Investigación sobre la Mujer en la Ciencia e Ingeniería.

## Legado
En 1999, Borg fue diagnosticada con un tumor cerebral. Siguió al frente del Instituto de la Mujer y la Tecnología hasta 2002. Murió el 6 de abril de 2003 en Sonoma, California.
En 2003, el Instituto de la Mujer y la Tecnología cambió su nombre por el de Instituto Anita Borg de la Mujer y la Tecnología, en honor de Borg. El Instituto creó también en su honor diversos premios:  el Premio Anita Borg al Impacto Social, el Premio Anita Borg de Liderazgo Técnico y el premio Empresa Anita Borg Top para la mujer técnica.
Otros premios y programas honran la vida y la obra de Borg: Google estableció en 2004 la Anita Borg Memorial Scholarship Google.  El programa se ha ampliado para incluir a mujeres en Canadá, Australia, Nueva Zelanda, Europa, el Norte de África y el Medio Oriente.  La Facultad de Ciencias de la Computación e Ingeniería UNSW ha establecido también el Premio Anita Borg.